# 克里斯特爾 (明尼蘇達州)
克里斯特爾（英語：Crystal）是一個位於美國明尼蘇達州亨內平縣的城市。

## 人口
根據2020年美國人口普查的數據，克里斯特爾的面積為15.21平方千米，當中陸地面積為14.99平方千米，而水域面積為0.22平方千米。當地共有人口23330人，而人口密度為每平方千米1,534人。